# 2002 في فنزويلا
فيما يلي قوائم الأحداث التي وقعت خلال عام 2002 في فنزويلا.

## سياسة

### تعيين في المنصب
- 13 يناير – ديوسدادو كابيو نائب رئيس فنزويلا [الإنجليزية]‏،رئيس فنزويلا.
- 12 أبريل – بيدرو كارمونا رئيس فنزويلا.

### انتهاء فترة المنصب
- 13 أبريل – بيدرو كارمونا رئيس فنزويلا.
- 14 أبريل – ديوسدادو كابيو رئيس فنزويلا،نائب رئيس فنزويلا [الإنجليزية]‏.

## برامج ومسلسلات وأنمي
- قلوب حائرة - ماريا كلارا
- ثمار الحب

## وفيات

### يناير
- 1 يناير – غريغوريو كاماتشو (مواليد 1933) فنان فنزويلي.

### يونيو
- 14 يونيو – خوسيه بونيلا (مواليد 1967) ملاكم فنزويلي.

### ديسمبر
- 31 ديسمبر – هاني أوسوت (مواليد 1946)